# پیش‌دروازه

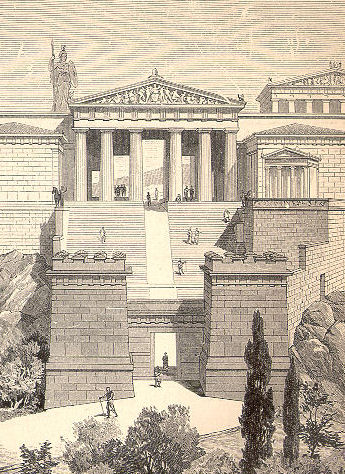
یک نقاشی از شکل کامل‌شدهٔ پیش‌دروازهٔ معبد آتن.

پیش‌دروازه (به یونانی: Προπυλαια، تلفظ: پرُپیلایا) به سازه‌هایی که به عنوان دروازهٔ آغازین برای ورود به مکان‌های مقدس در یونان باستان ساخته می‌شد، می‌گویند. بیشتر پیش‌دروازه‌ها به صورت راهرویی ستون‌دار و سرپوشیده بوده است.
امروزه نام پیش‌دروازه بیشتر برای اشاره به تالار ورودی معبد آکروپولیس آتن به‌کار می‌رود. ساخت این پیش‌دروازه در سال ۴۳۷ پیش از میلاد توسط پریکلس آغاز شد تا جای یک دروازه ورودی دیگر را بگیرد. ساخت این سازه، شاید به‌خاطر مشکلات سیاسی و شاید در پی جنگ‌های پلوپونزی هیچ‌گاه تمام نشد.